# Gouania acreana
Gouania acreana är en brakvedsväxtart som beskrevs av Pilger. Gouania acreana ingår i släktet Gouania och familjen brakvedsväxter. Inga underarter finns listade i Catalogue of Life.